# مقبره‌های موزو

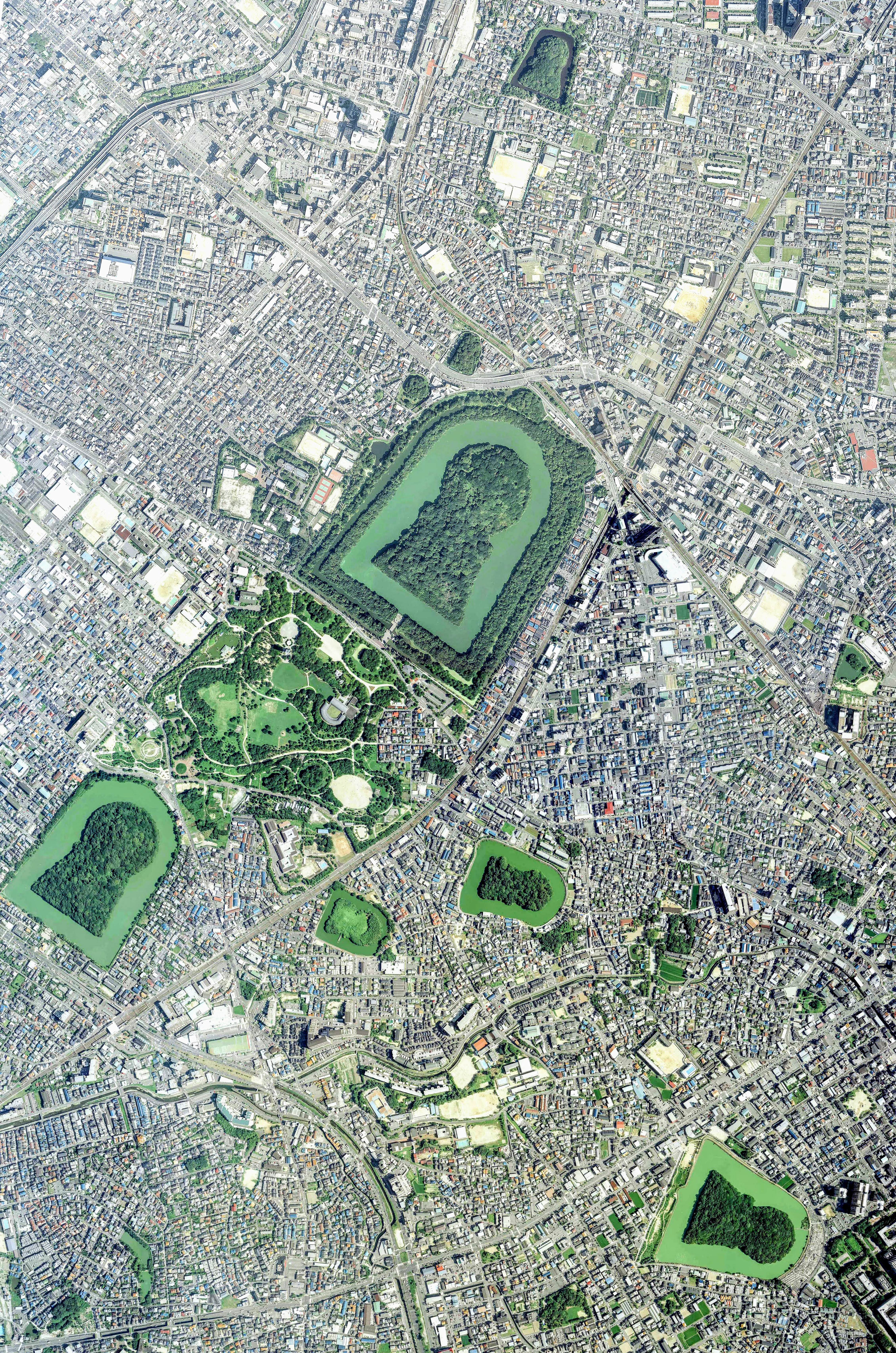
مقبره موزو (عکس هوایی) در ساکای، استان اوساکا، ژاپن.

مقبره‌های موزو (به ژاپنی: 百舌鳥古墳群, Mozu kofungun) یک گروه کوفون است که در ساکای، اوساکا، استان اوساکا، ژاپن واقع شده‌است.